# Villa Fátima (Mitú)
Acaricuara es un centro poblado del municipio de Mitú, en el departamento de Vaupés en Colombia.